# Tổ hợp tên lửa Tor
Hệ thống tên lửa Tor (tiếng Nga: "Тор"; tiếng Anh: torus) là một hệ thống tên lửa đất đối không tầm thấp, được thiết kế để tiêu diệt máy bay, trực thăng, tên lửa hành trình, phương tiện bay không người lái và tên lửa đạn đạo bay thấp hoặc đến gần. Hệ thống được phát triển bởi Liên Xô với tên định danh của GRAU là 9K330 Tor và tên định danh của NATO là SA-15 "Gauntlet". Một phiên bản dành cho hải quân cũng được phát triển với tên định danh của GRAU và NATO lần lượt là 3K95 "Kinzhal" và SA-N-9 "Gauntlet". Tor được thiết kế để bắn hạ các vũ khí dẫn đường chính xác như AGM-86 ALCM và BGM-34 trong điều kiện ngày và đêm, thời tiết xấu hay trong môi trường chế áp điện tử. Tor có thể phát hiện mục tiêu trong lúc di chuyển nhưng phải dừng lại để phóng tên lửa, tuy nhiên một phiên bản có thể phóng trong lúc di chuyển đã và đang được phát triển để loại bỏ nhược điểm này.

## Phát triển
Việc phát triển hệ thống được bắt đầu từ ngày 4 tháng 2 năm 1975, theo chỉ thị của Ban Chấp hành Trung ương Đảng Cộng sản Liên Xô. Hệ thống được phát triển để thay thế 9K33 Osa (tên định danh NATO: SA-8 "Gecko") cả phiên bản trên đất liền và dành cho hải quân để trang bị cho các lớp tàu chiến mới, bao gồm cả lớp tàu chiến-tuần duơng Kirov, và tái trang bị cho các tàu cũ hơn. Dự án được trao cho Cục thiết kế Antey (đứng đầu bởi V.P. Efremov) , MKB Fakel được phụ trách phát triển tên lửa và Cục thiết kế Antey (đứng đầu bởi S.A. Fadeyev) phụ trách phát triển phiên bản dành cho hải quân. Tất cả các nhà phát triển đã được hợp nhất lại thành Tập đoàn Almaz-Antey vào năm 2002.

## Đặc điểm

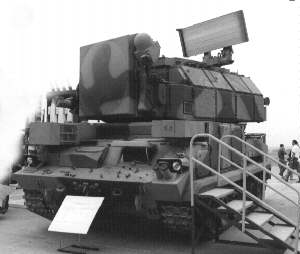
Xe phóng TLAR 9K332 với radar theo dõi được che lại

### Mô tả
Các hệ thống ở các nước khác có tính năng kĩ chiến thuật tương đương với Tor có lẽ là Rapier của Anh và Crotale của Pháp, nhưng chúng được nhận định là có khả năng chiến đấu kém hơn Tor. Cả 3 hệ thống đều sử dụng được đặt trên các xe phóng di động và tự hành, Tor sử dụng khung gầm xe chiến đấu 92330, với kíp chiến đấu 4 người (lái xe và 3 vận hành viên), và hoạt động như là một Đơn vị mang đạn kiêm nền phóng và radar (TLAR) (tuơng tự nhưng không phải là TELAR, vì nó không điều chỉnh vị trí tên lửa vào vị trí phóng). Xe 9A330 dựa trên khung gầm GM-335 sản xuất bởi Metrowagonmash, phiên bản Tor-M1 sử dụng khung gầm cải tiến GM-5955. Tor được trang bị hệ thống phòng vệ NBC (phóng xạ, sinh học và hóa học). Cũng như Rapier và Crotale, ngoài khung gầm bánh xích, Tor cũng có phiên bản bánh lốp và phiên bản cố định. Tor có thể được vận chuyển bằng nhiều phuơng tiện khác nhau (bao gồm cả máy bay). Thời gian phản ứng của Tor là 7-8 giây (khi đứng yên) và 7-10 giây (khi đang di chuyển).

### Tính năng của TLAR
Với cách bố trí tuơng tự các hệ thống tiền nhiệm là 9K33 Osa và 9K22 Tunguska, Tor có radar tìm kiếm được đặt ở phía trên tháp pháo và radar theo dõi được đặt ở phía trước, cùng với 8 tên lửa sẵn sàng được phóng đặt thẳng đứng giữa 2 radar. Radar tìm kiếm của Tor là radar xung Doppler quét 3 chiều sử dụng băng tần F với ănten hình parabol cụt bao quát góc phuơng vị 32°, với đầu ra vào khoảng 1.5 kW, cung cấp khả năng bao quát khu vực có bán kính 25 km. Trái tim "điện tử" của hệ thống là hệ thống kiểm soát hỏa lực cho phép tìm kiếm lên đến 48 mục tiêu cùng lúc và theo dõi 10 trong số đó, kết hợp cùng với tính năng nhận dạng bạn thù.

### Radar
Radar dẫn bắn của Tor là một radar xung Doppler sử dụng băng tần G/băng tần H (các phiên bản sau này sử dụng băng tần K với ăngten quét mảng pha điện tử bị động. Tầm phát hiện của radar là 20 km. Phiên bản đời đầu của Tor chỉ có thể dẫn bắn một mục tiêu cùng lúc bằng hai tên lửa. Các phiên bản sau này (Tor-M1 và M2E) kết hợp thêm một kênh điều khiển hoẳ lực khác, cùng với một máy tính điều khiển hỏa lức cho phép dẫn bắn hai mục tiêu (Tor-M1) và bốn mục tiêu (Tor-M2E) cùng lúc bằng bốn tên lửa (Tor-M1) và tám tên lửa (Tor-M2E). Trên radar theo dõi cũng có một ănten để dẫn đường cho tên lửa sau khi phóng. Toàn bộ các radar này được NATO định danh là "Scrum Half". Để giảm mức độ bộc lộ của hệ thống, radar theo dõi có thể được gập xuống khi di chuyển và radar theo dõi có thể được xoay theo hướng khác. Để tác chiến trong môi trường tác chiến điện tử mạnh, phiên bản 9K332 được trang bị một hệ thống dẫn bắn quang học, kết hợp cùng với radar chính.

### Độ cơ động
Là một hệ thống cơ động, Tor có khả năng tìm kiếm và theo dõi mục tiêu trong lúc di chuyển nhưng chỉ có thể phóng tên lửa khi hệ thống đứng yên. Khi được chuẩn bị, thời gian phản ứng (là thời gian từ lúc phát hiện mục tiêu đến lúc phóng tên lửa) của hệ thống được mô tả là từ 5-8 giây, tùy thuốc vào phiên bản; tuy nhiên, thời gian phản ứng có thể lâu hơn khi di chuyển và phóng tên lửa với khoảng nghỉ ngắn. Một máy phát điện có thể được lắp đặt để radar và hệ thống tên lửa có thể hoạt động khi động cơ chính của hệ thống đang tắt, cho phép tăng thời gian trực chiến. Máy tính trên hệ thống Tor cung cấp khả năng tự động hóa hơn tất cả các hệ thống trước đây của Liên Xô. Hệ thống phân loại mức độ nguy hiểm mục tiêu và hệ thống có thể được liên kết thông qua một vài sửa đổi nhỏ, nếu cần thiết. Máy tính hiệu năng cao kết hợp cùng với radar mảng pha quét điện tử bị động là nhân tố chính làm nên khả năng khai hỏa chính xác, khả năng đánh chặn các vật thể nhỏ, có tốc độ và khả năng cơ động cao và thời gian phản ứng nhanh của hệ thống.

### Triển khai
Thông thường, một đội hình bao gồm 4 hệ thống Tor kết hợp với xe chỉ huy Ranzhir-M, cung cấp liên kết tự động với hệ thống Tor, 9K33 Osa. 9K31 Strela-1 và 9K22 Tunguska. Cho phép phân công nhiệm vụ giữa các thành viên trong kíp chiến đấu và cho phép mỗi TLAR được liên kết với một mạng lưới phòng không rộng hơn, tăng cường tầm phát hiện mục tiêu và giảm thời gian phản ứng của hệ thống.
Ngoài ra, Tor cũng có thể được kết hợp với xe chỉ huy Polyana-D4, cung cấp liên kết tự động với các hệ thống Tor, Buk, 2K22 Tunguska, S-300V.

## Tên lửa
Được thiết kế để đánh chặn các mục tiêu nhỏ với độ cơ động cao.  Tên lửa 9M330 có trọng lượng 167 kg, dài 3m, trang bị một đầu nổ nặng 15 kg với tốc độ tối đa vào khoảng Mach 2.8 (3,430 km/h). Sử dụng phuơng pháp dẫn đường vô tuyến và ngòi nổ cận đích điều khiển bằng radar, tên lửa có thể cơ động lên đến 30 g và tấn công mục tiêu với tốc tộ là Mach 2 (2,500 km/h). Tên lửa được đẩy ra khỏi ống phóng trước khi động cơ đẩy nhiên liệu rắn được kích hoạt và hệ thống điều hướng bằng khí nén đổi hướng tên lửa bay đến mục tiêu. Mỗi tên lửa được đặt trong một ống phóng kín trong một trong hai dãy ống phóng, mỗi dãy có bốn ống phóng. Tấm bắn của tên lửa vào khoảng 12 km với tầm bắn tối thiểu là 1,5–2 km, tùy thuộc vào phiên bản có trần bay hiệu quả vào khoảng 6-10,000m.

## Biến thể

### 9K330 Tor
Yêu cầu mà dự án này đặt ra rất khó để đáp ứng; Hệ thống phải có khả năng phát hiện và theo dõi các mục tiêu với tốc độ cao, diện tích phản xạ radar thấp và có khả năng ứng phó nhanh và hiệu quả với các cuộc không kích quy mô lớn, trong khi có số lượng đạn tên lửa lớn và có khả năng liên kết với các hệ thống phòng không khác. Để đáp ứng các yêu cầu này, nhà thiết kế đã ứng dụng các công nghệ mới bao gồm radar quét mảng pha điện tử bị động nhằm cải thiện khả năng phát hiện và theo dõi mục tiêu, tăng cường khảng năng xử lí thông tin và một hệ thống phóng thẳng đứng giúp giảm thời gian phản ứng và số đạn tên lửa trực chiến. Sau các bài thử nghiệm và đánh giá từ tháng 12 năm 1983 đến tháng 12 năm 1984, hệ thống mặt đất đã được chấp nhận đưa vào biên chế vào ngày 19 tháng 3 năm 1986.

### 9K331 Tor-M1
"Tor-M1" lần đầu được giới thiệu vào năm 1991 cùng với tên lửa 9M331 với độ chính xác được cải thiện cùng khả năng tấn công hai mục tiêu cùng lúc, tên lửa có tầm bắn tối thiểu là 1.5 km và trần bay tối thiểu là 10 m.
Ngay cả khi Tor mới chỉ được đưa vào sản xuất, các nâng cấp cho hệ thống đã bắt đầu được phát triển, kết quả của các nâng cấp này là phiên bản Tor-M1. Nhiều cải tiến đã được áp dụng lên hệ thống bao gồm: kênh dẫn bắn thứ hai được thêm vào, cho phép tấn công hai mục tiêu cùng lúc, cũng như các nâng cấp về hệ thống dẫn đường quang học và thiết bị máy tính. Năng lực kháng tác chiến điện tử, đầu nổ tên lửa cùng với khả năng kiểm soát đạn dược của hệ thống cũng được sửa đổi. Các cuộc thử nghiệm cấp liên bang từ tháng 3 đến tháng 12 năm 1989 cho thấy rằng hệ thống có thể tấn công nhiều mục tiêu trong khoảng thời gian ngắn hơn cùng với thời gian phản ứng giảm hơn một giâu và xác xuất tiêu diệt mục tiêu cũng được nâng cao. Các cải tiến khác đã được thêm vào như là một phản ứng sau Chiến dịch Deliberate Force, tạo nên phiên bản Tor-M1-1, hay Tor-M1V, với khả năng kết nối mạng được và kháng tác chiến điện tử được tăng cường cùng với khả năng phân biết mồi bẫy gây nhiễu phóng ra từ mục tiêu.
Năm 1993, hệ thống Tor đã thực hiện một bài thử nghiệm đánh chặn các mục tiêu sử dụng mồi bẫy gây nhiễu và có kích thước ngang với rocket cỡ nhỏ (tuơng đuơng với một mục tiêu của hệ thống Vòm Sắt 1) trong môi trường bị gây nhiễu điện tử mạnh với tỉ lệ bắn trúng đạt 100%.

### 9K332 Tor-M2E

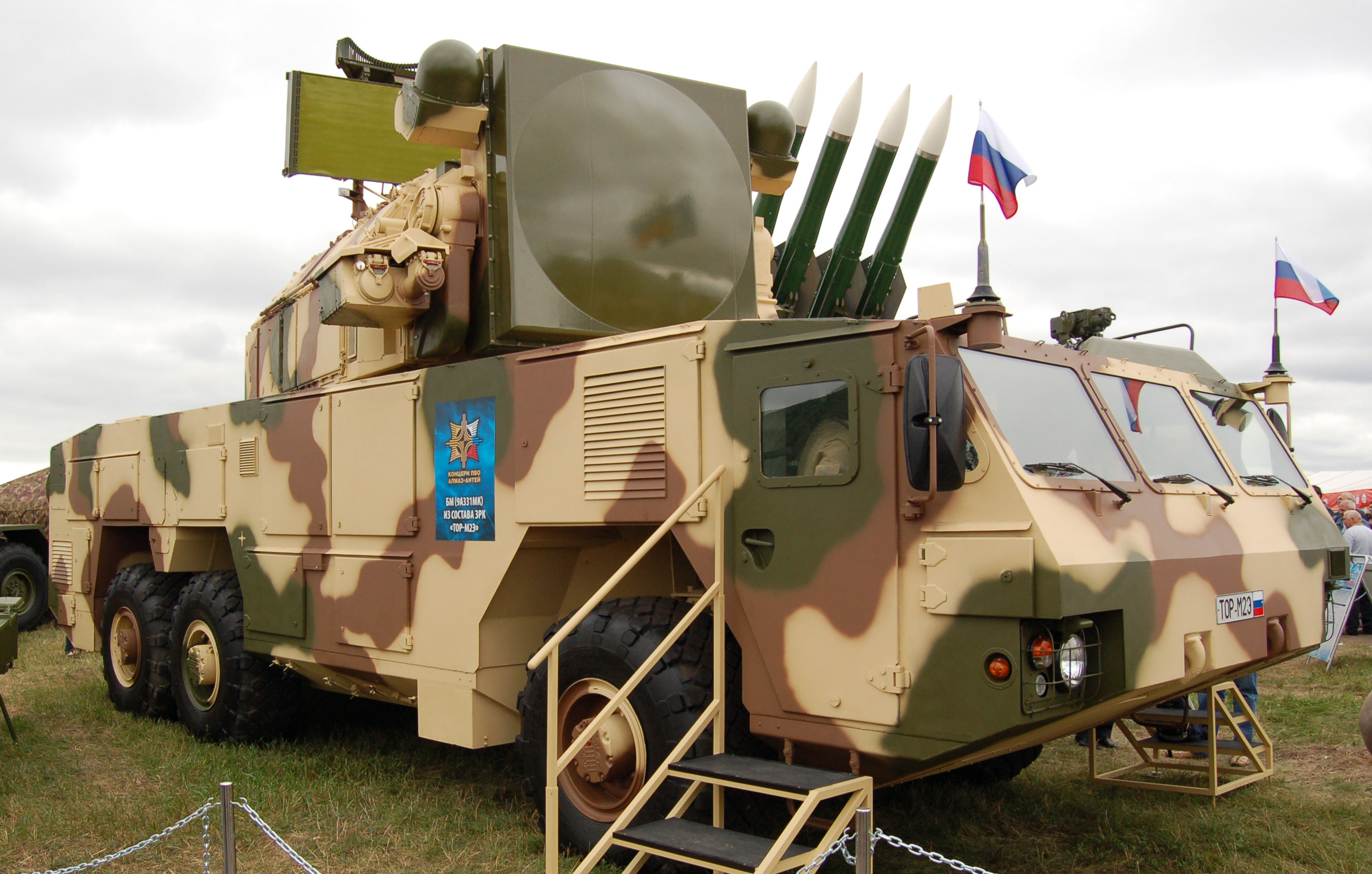
Hệ thống Tor M2E đặt trên xe phóng MZKT-6922 tại MAKS 2009

Tại MAKS 2007, Almaz Antey đã công bố thông tin về phiên bản nâng cấp của hệ thống Tor là Tor-M2E. Bản nâng cấp này tiếp tục gia hạn vòng đời của hệ thống.
Phiên bản mới nhất bao gồm các nâng cấp:
- Cải thiện tầm bao quát của radar điều khiển hỏa lực
- Trang bị bốn kênh dẫn đường, cho phép tấn công bốn mục tiêu cùng lúc
- Khả năng phòng vệ trước tấn công mạng

Tor-M2 được trang bị 8 tên lửa 9M331 hoặc 16 tên lửa 9M338 với trần bay được nâng lên 10 km và tầm bắn được nâng lên thành 16 km. Tốc độ tối đa của tên lửa là 1000 m/s. Hệ thống có khả năng dừng bắn trong khoảng thời gian ngắn, từ 2-3 giây.
Phiên bản Tor-M2 sử dụng cả khung gầm bánh lốp và bánh xích và được trang bị một hệ thống điện tử mới và hệ thống dẫn đường quang học mọi thời tiết.
- "Tor-M2E (9K332ME)" - sử dụng khung gầm bánh xích 9A331ME, trang bị 2 module tên lửa 9M334 với bốn tên lửa 9M9331 mỗi module.[25] Hệ thống hoàn toàn tự động với kíp chiến đấu 2 người.
- "Tor-M2K (9K332MK)" - sử dụng khung gầm bánh lốp 9A331MK phát triển bởi MZKT, trang bị 2 module tên lửa 9M334 với bốn tên lửa 9M9331 mỗi module.[26][27]
- "Tor-M2KM (9K331MKM)" - thiết kế theo kiểu module để gắn trên nhiều loại phuơng tiện khác nhau. Trang bị 2 module tên lửa 9M334 với bốn tên lửa 9M9331 mỗi module. Tại MAKS 2013 phiên bản này đã được trung bày khi gắn trên khung gầm Tata của Ấn Độ. Khả năng tiêu diệt mục tiêu của hệ thông tối thiểu là 98%. Khả năng xuyên phá của mảnh văng đầu đạn cũng được cải thiện.[28] Module nặng 15 tấn được trang bị trên các tàu của Hải quân Nga.[29]

### Tor-M1-2U
Phiên bản này được đưa vào hoạt động từ cuối năm 2012. Hệ thống có khả năng tấn công bốn mục tiêu cùng lúc ở độ cao 10 km. Kíp chiến đấu của hệ thống gồm 3 người. Nó có thể tấn công mục tiêu trong lúc đang di chuyển với vận tốc 25 km/h.

### 3K95 Kinzhal (phiên bản hải quân)

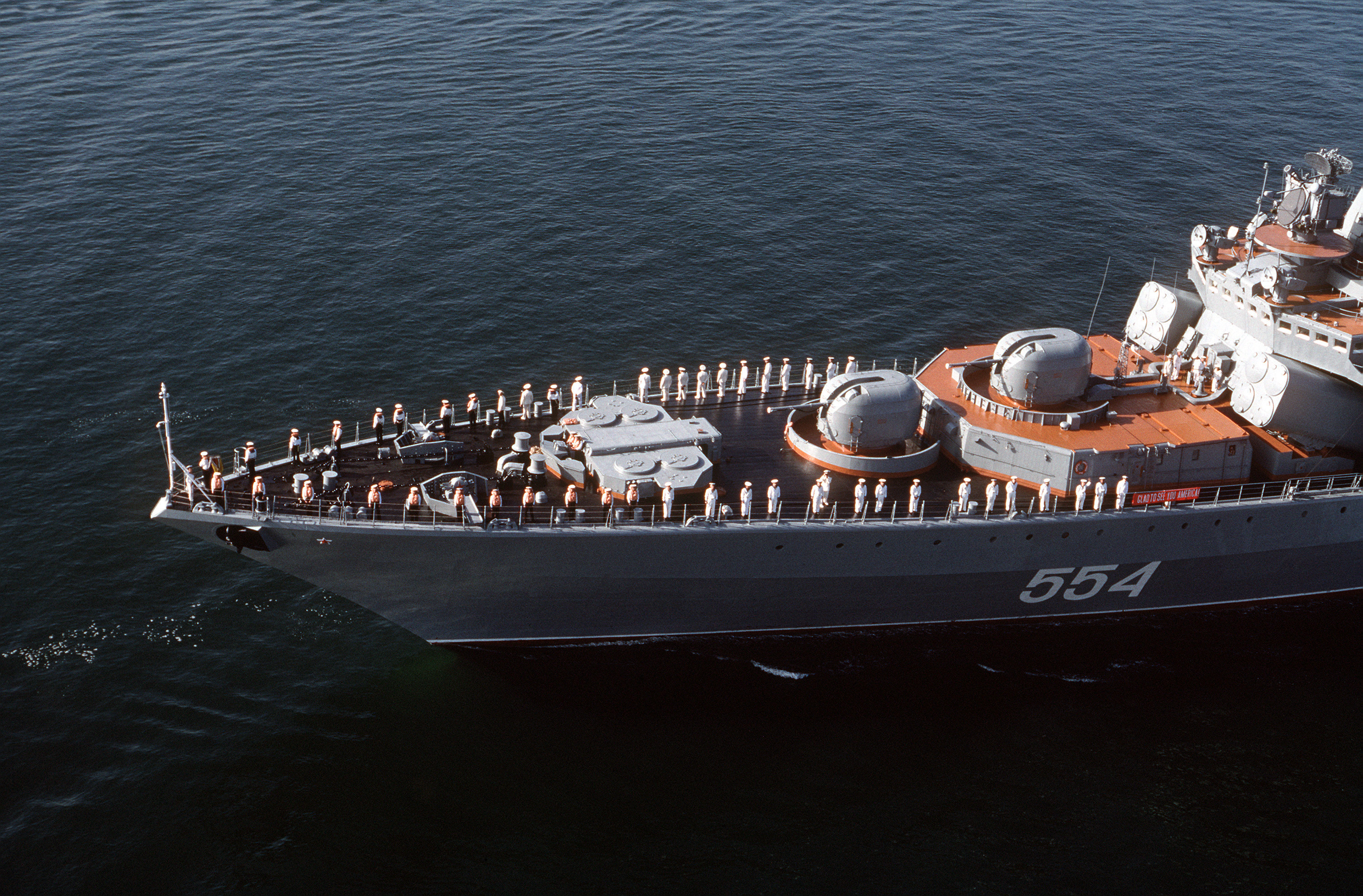
Bệ phóng của hệ thống SA-N-9 trên tàu khu trục Đô đốc Vinogradov.

3K95 "Kinzhal" (tiếng Nga: Кинжал – dao găm) là phiên bản hải quân của hệ thống tên lửa Tor phát triển bởi Altair và có định danh của NATO là SA-N-9 Gauntlet. Sử dụng cùng loại tên lửa 9M330 với phiên bản mặt đất, hệ thống có thể được trang bị trên các tàu có giãn nước trên 800 tấn và đã được trang bị trên tàu sân bay Đô đốc Kuznetsov, tàu khu trục săn ngầm lớp Udaloy, tàu chiến-tuần duơng lớp Kirov và tàu hộ vệ lớp Neustrashimy. Phiên bản hải quân của hệ thống Tor-M1 sau này được biết đến với tên gọi "Yozh" (tiếng Nga: Ёж – nhím gai), trong khi phiên bản xuất khẩu là "Klinok" (tiếng Nga: Клинок – lưỡi dao).
Mặc dù được thử nghiệm sớm hơn phiên bản mặt đất, Kinzhal có thời gian phát triển bị kéo dài hơn nhiều. Sau các giai đoạn thử nghiệm trên tàu hộ vệ Project 1124 (bao gồm bài thử nghiệm đánh chặn 4 tên lửa chống hạm P-5 Pyatyorka vào năm 1986) nó đã được đưa vào hoạt động vào năm 1989.
Được lưu trữ trong các ống phóng thẳng đứng, các tên lửa được gộp lại vào các bệ phóng gồm có từ 3 đén 6 module (32 (Neustrashimy), 64 (Udaloy), 192 (Kuznetsov, Kirov) tên lửa). Mỗi module chứa 8 tên lửa sẵn sàng phóng; khi phóng tên lửa sẽ được đẩy ra khỏi ống phóng bằng máy phóng khí nén trước khi bệ phóng đưa đạn tên lửa tiếp theo vào vị trí phóng.
Hệ thống kiểm soát hỏa lực được sử dụng là hệ thống kiểm soát hỏa lực đa kênh 3R95 (định danh NATO là Cross Swords) , kết hợp hai băng tần radar khác nhau, radar tìm kiếm mục tiêu sử dụng băng tần G (tầm phát hiện tối đa là 45 km) và radar điều khiển hỏa lực sử dụng Băng tần K.

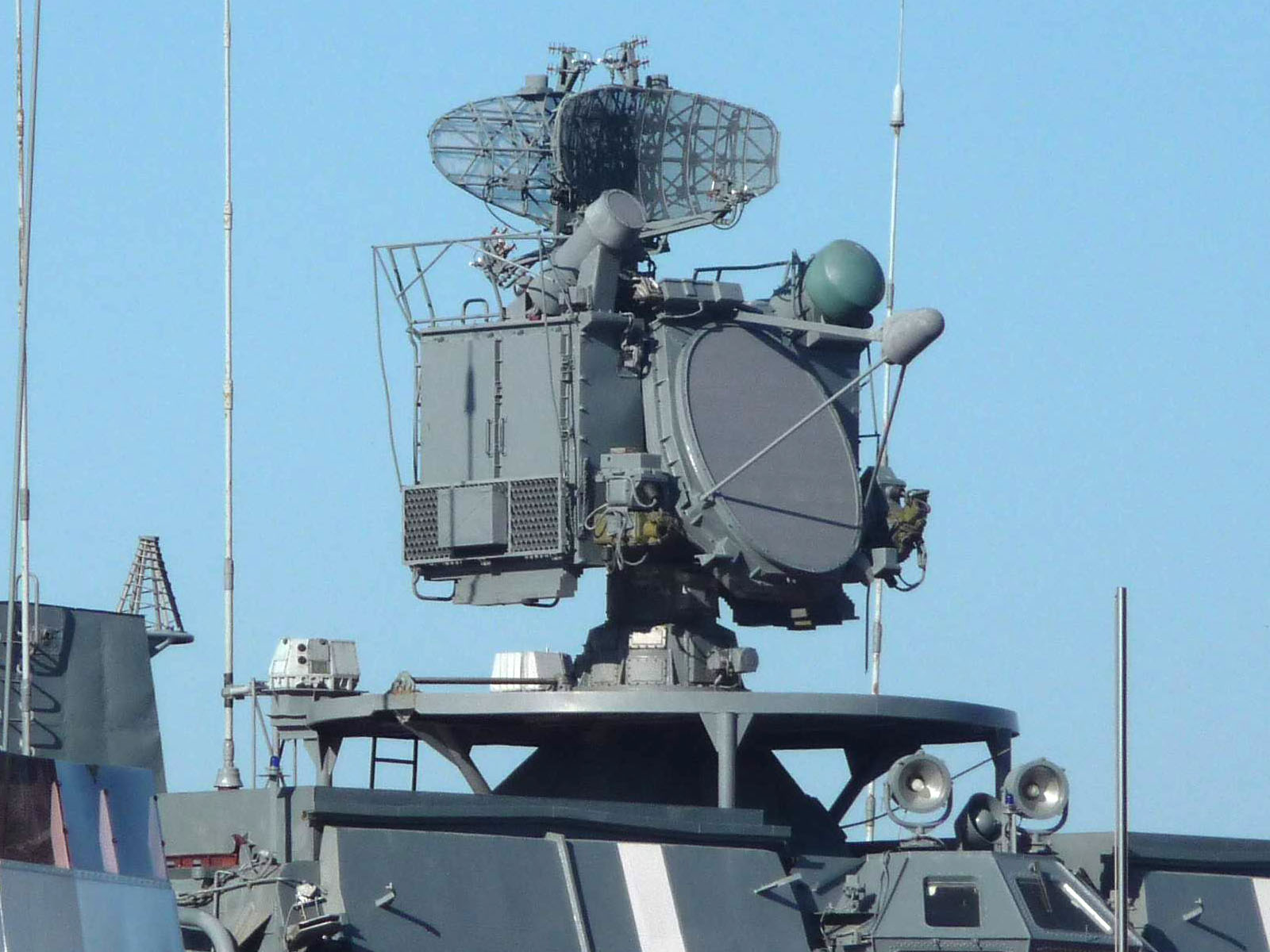
Radar kiểm soát hỏa lực 3R95

Sử dụng hai radar tìm kiếm quét cơ học hình parabol gắn trên đỉnh, hệ thống kiểm soát hỏa lực có khả năng tầm bao quát 360°, cùng với tính năng nhận dạng bạn thù. Radar kiểm soát hỏa lực là một radar mảng pha quét điện tử bị động gắn trên hệ thống kiểm soát hỏa lực có tầm bao quát 60°. Tuơng tự như phiên bản mặt đất, hệ thống có khả năng theo dõi và dẫn bắn 8 tên lửa vào 4 mục tiêu cùng lúc với tầm bắn vào khoảng 1.5–12 km và độ cao từ 10–6000 m. Hệ thống có kíp chiến đấu gồm 13 người. Ở các phiên bản nâng cấp, một radar dẫn bắn phụ 3R95 và hệ thống dẫn đường bằng hồng ngoại có thể được nhìn thấy trên hệ thống. Radar 3R95 cũng có thể cung cấp thông tin cho Hệ thống vũ khí phòng thủ tầm gần AK-630, cung cấp một lưới phòng thủ thứ hai nếu mục tiêu lọt qua được lưới phòng thủ tên lửa.

### Tor-M2KM
Tor-MK2M là phiên bản module chiến đấu tự hành có thể được trang bị trên nhiều địa điểm khác nhau. Tháng 10 năm 2016, hệ thống đã được đặt trên sàn đáp trực thăng của tàu hộ vệ Admiral Grigorovich để thử nghiệm đánh chặn một tên lửa hành trình. Đây là một lợi thế khi có thể trang bị tên lửa đất đối không lên các tàu chiến không đủ trọng tải trang bị hệ thống Kinzhal lớn và nặng hơn; nó cũng có thể được trang bị trên các xe tải, đặt trên mái nhà, hoặc bất kì mặt phẳng nào có chiều rộng 2.5 m và chiều dài 7.1 m. Module nặng 15 tấn và được tích hợp đầy đủ các trang bị cần thiết để tự hoạt động mà không cần bất cứ hỗ trợ bên ngoài nào. Hệ thống mất 3 phút để chuyển trạng thái thông thường sang chiến đấu và có thể phát hiện 144 mục tiêu trên không trong khi theo dõi cùng lúc 20 mục tiêu nguy hiểm nhất bởi kíp chiến đấu 2 người. Tor-M2KM có tầm bắn 15 km. Tháng 6 năm 2022, phiên bản này đã được lắp trên sàn đáp trực thăng của tàu tuần tra Vasily Bykov, sử dụng tên lửa 9M331M mới.

### Tor-M2DT

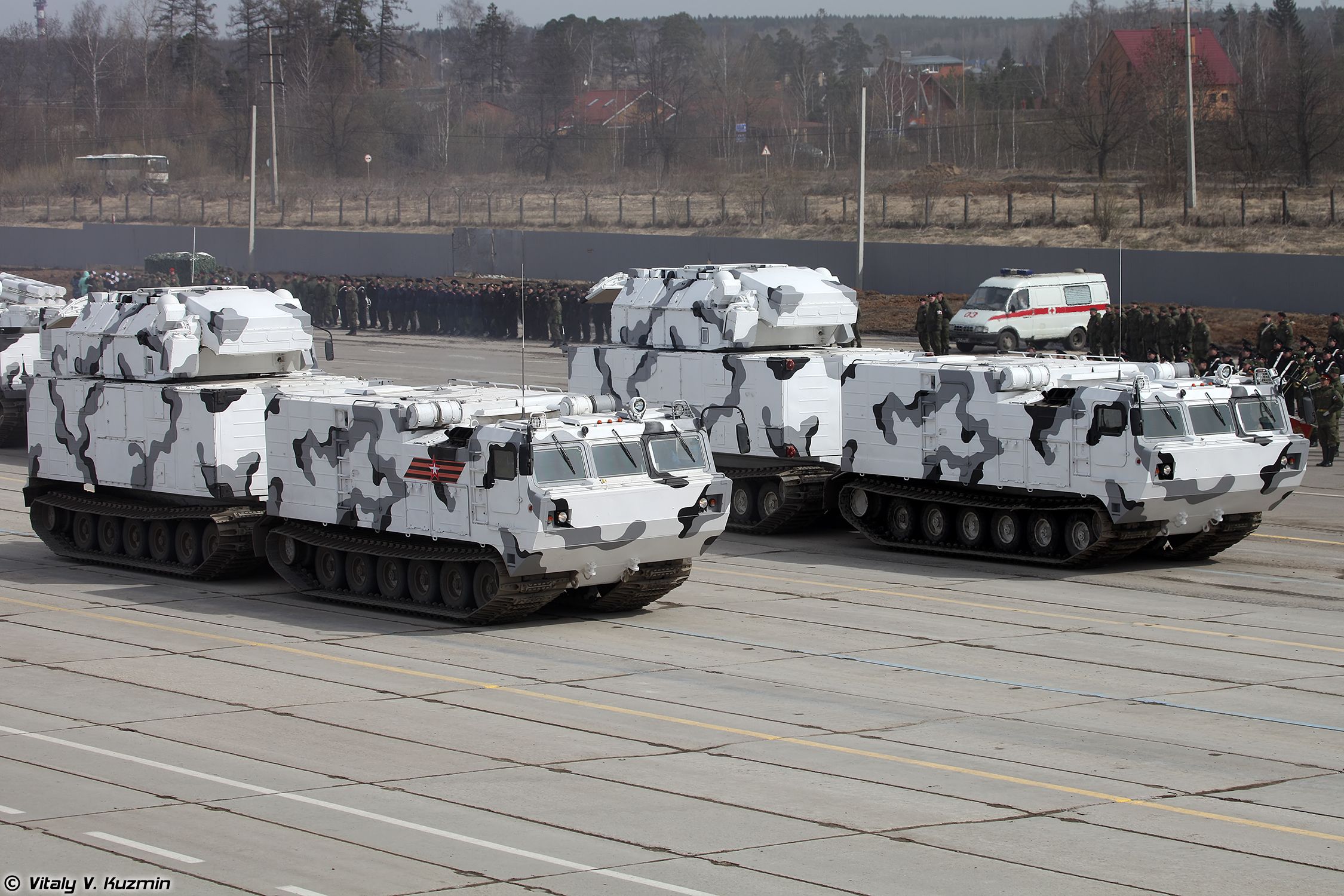
Tor-M2DT, 2017

Là phiên bản được thiết kế để sử dụng tại các vùng cực có nhiệt độ xuống đến -50 °C dựa trên khung gầm bánh xích mọi địa hình DT-30PM. Hệ thống có khả năng theo dõi 40 mục tiêu, đặc biệt là các vũ khí dẫn đường chính xác, và theo dõi và dẫn bắn 4 mục tiêu trong số đó cùng lúc tại khoảng cách 12 km và
độ cao 10 km bằng 16 tên lửa ngay cả khi đang di chuyển. Hệ thống được hoàn thành vào năm 2018 và 12 hệ thống đầu tiên đã được chuyển giao vào tháng 11 cùng năm.

### Tor-2E
Công ty cổ phần Rosoboronexport, là một phần của Rostec, đã bắt đầu quảng cáo về dự án mới nhất của hệ thống Tor-E2 được phát triển và sản xuất bởi Almaz-Antey Air and Space Defence Concern vào năm 2018. Tor-E2 là phuơng tiện chiến đấu cơ động, hoạt động độc lập, mọi địa hình có khả năng phát hiện và nhận dạng các mục tiêu trên không trong lúc hành quân hoặc đứng yên, và khai hỏa vào các mục tiêu khi đang đứng yên, dừng khoảng ngắn hoặc di chuyển. Một đội hình bốn kênh của hệ thống Tor-E2 bao gồm 4 xe chiến đấu, có thể cùng lúc tấn công 16 mục tiêu từ mọi hướng cách 15 km và độ cao 12 km. Mỗi xe mang theo 16 tên lửa, gấp đôi so với các phiên bản trước. Ngoài ra, hai xe Tor-E2 có thể hoạt động ở chế độ "liên kết", cho phép chúng trao đổi thông tin về tình hình trên không tại nhiều khoảng độ cao khác nhau và thực hiện tấn công tọa độ kết hợp. Ở chế độ này, một xe sẽ đóng vai trò phục kích, nhận thông tin từ xe còn lại và không lộ diện cho tới lúc phóng tên lửa. Một đài chỉ huy có thể được kết nối với đội hình 4 xe Tor-E2 để điều khiển và tuơng tác với các hệ thống điều khiển phòng không khác.

### HQ-17 (Phiên bản của Trung Quốc)
HQ-17 là hệ thống của Trung Quốc phát triển từ Tor-M1.
Năm 1996, Trung Quốc đã đặt hàng 14 hệ thống Tor-M1 từ Nga và thêm 13 hệ thống vào năm 1999. Việc chuyển iao các hệ thống hoàn thành lần lượt vào các năm 1997 và 2000.

### FM-2000
FM-2000 là một hệ thống phòng không tầm ngắn (SHORAD) cơ động của Tập đoàn Khoa học và Công nghiệp Hàng không vũ trụ Trung Quốc công bố vào năm 2018 tại Triễn lãm Hàng không vũ trụ quốc tế Trung Quốc và được đưa vào hoạt động từ năm 2019. Nó có tầm bắn 15 km và độ cao đánh chặn là 10 km. Nó là một phiên bản của HQ-17.

## Lịch sử hoạt động

### Chiến tranh Nam Ossetia 2008
Tại cuộc hội thảo về Chiến tranh Nam Ossetia 2008, người phát ngôn Bộ quốc phóng Nga Anatoliy Nogovitsyn đã nhắc đến khả năng hệ thống tên lửa Tor đã được sử dụng bởi lực lượng vũ trang Georgia để bắn hạ một chiếc Tupolev Tu-22MR trong một nhiệm vụ trinh sát. Các phân tích sau này đã kết luận rằng chiếc Tu-22M đã bị bắn hạ bởi một hệ thống Buk-M1 mà Georgia có được từ Ukraine năm 2007.

### Chiến tranh Syria
Từ ngày 30 tháng 9 năm 2015, lực lượng vũ trang Nga đã trực tiếp can thiệp vào Nội chiến Syria. Như là một phần của mạng lưới phòng không, hệ thống Tor-M2, cùng với hệ thống phòng thủ điểm Pantsir-S1 đã được triển khai đến Sân bay Khmeimim, và đã chứng minh được sức mạnh trong các cuộc tấn công tràn ngập bằng UAV khi hệ thống Pantsir-S1 đã phá hủy hơn 45 UAV tính đến tháng 6 năm 2020.

### Bắn hạ chuyến bay 752 của Ukraine International Airlines
Ngày 9 tháng 1 năm 2020, tờ Newsweek đã đưa tin rằng các quan chức Mỹ tin rằng Chuyến bay 752 của Ukraine International Airlines đã bị bắn hạ bởi một hệ thống Tor-M1 của Iran, có vẻ như là bắn nhầm. Ngày hôm sau, Thủ tướng Canada Justin Trudeau nói rằng đã có các bằng chứng đáng tin cậy của Canada và đồng minh rằng tên lửa không đối đất của Iran là nguyên nhân gây ra vụ rơi Chuyến bay 752 của Ukraine International Airlines. Ông không đề cập chi tiết thêm về các bằng chứng. Eliot Higgins của Bellingcat đã đăng trên Twitter một bức ảnh được cho là phần mũi với cánh mũi đặc trưng của tên lửa được sử dụng trong hệ thống Tor được khẳng định là chụp tại hiện trường vụ tai nạn. Ngày 11 tháng 2 năm 2020, Iran thừa nhận rằng đã bắn rơi máy bay của Ukraine do lỗi của con người nhưng Iran đã không đóng cửa không phận vì tình hình chiến tranh, và vào ngày 20 tháng , Tổ chức hàng không dân sự Iran xác nhận rằng "hai tên lửa Tor-M1 [...] đã được bắn về phía máy bay."
Theo các nguồn thông tin quân sự, các tai nạn tuơng tự cũng đã từng xảy ra trước đây, với một trường hợp đáng chú ý là khi Vệ binh Cách mạng Hồi giáo Iran tấn công một máy bay dân sự do nhầm lẫn vào tháng 6 năm 2007 bằng hệ thống Tor.

### Chiến tranh Nagorno-Karabakh 2020
Ngày 9 tháng 11 năm 2020, Bộ quốc phòng Azerbaijan đã đăng tải một đoạn video cho thấy rằng một hệ thống Tor-M2KM của Armenia bị phá hủy gần Khojavend. Một drone đã theo dõi hệ thống khi nó đang được để trong nhà chứa và theo sau bởi các cuộc tấn công của drone tự sát IAI Harop và nhiều quả bom dẫn đường.

### Cuộc tấn công của Nga vào Ukraine 2022
Năm 2022, Nga đã sử dụng nhiều hệ thống Tor trong cuộc tấn công vào Ukraine. Một vài hệ thống đã bị bỏ lại bởi lực lượng Nga sau khi bị kẹt trong bùn.

## Quốc gia vận hành

### Các quốc gia đang vận hành

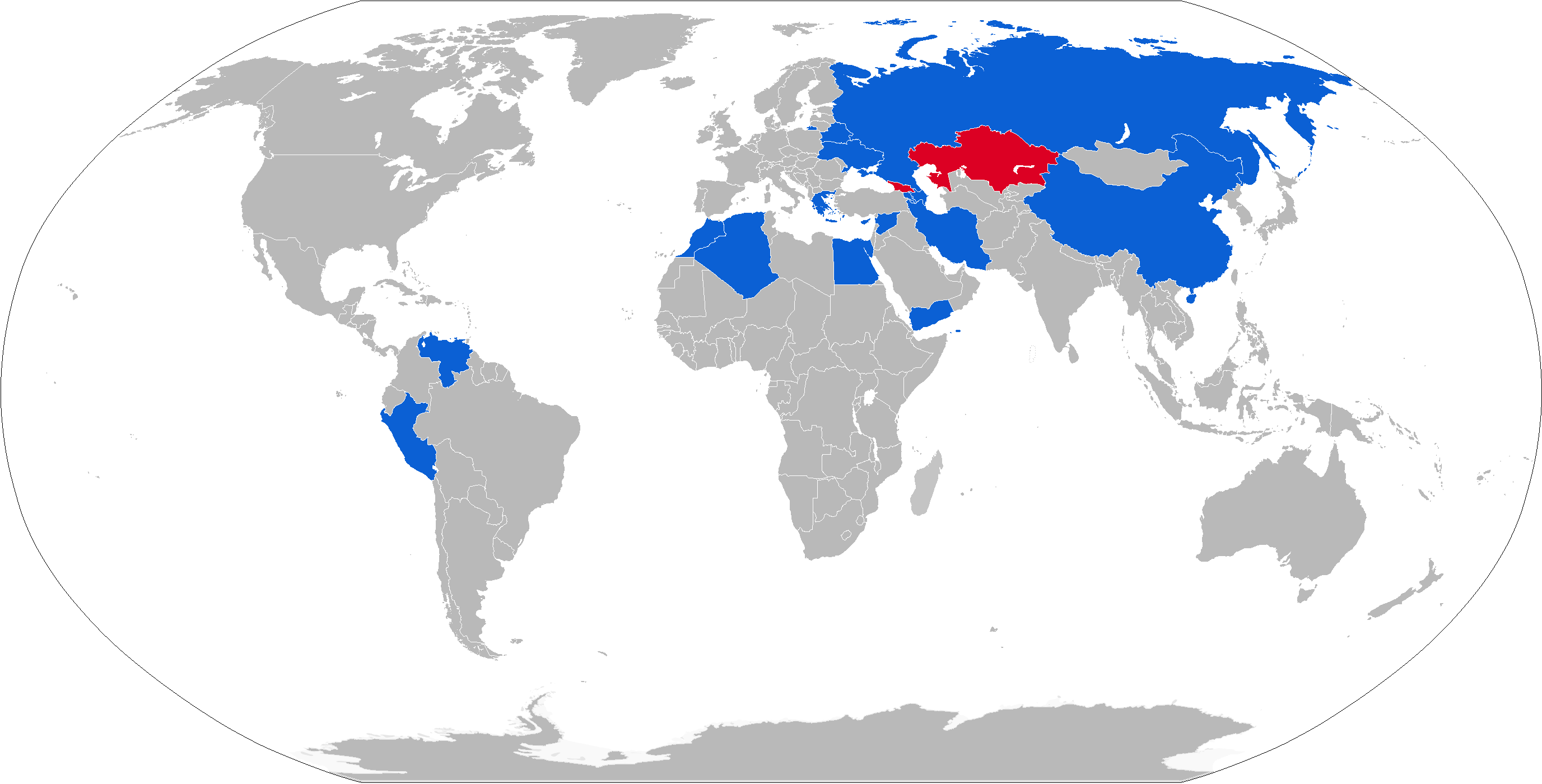
Bản đồ các nước vận hành với màu xanh là các nước đang vận hành và màu đỏ là các nước từng vận hành

- Algérie – Tor M2E, chuyển giao năm 2018[53]
- Azerbaijan – Một vài hệ thống Tor-M2E.[54]
- Armenia – Ít nhất hai hệ thống vào năm 2019[55]
- Belarus – 2 hệ thống (mỗi hệ thống gồm 4 xe chiến đấu) chuyển giao ngàu 10 tháng 1 năm 2013. Hệ thống thứ 3 chuyển giao năm 2013.[56][57] +5 hệ thống được đặt hàng vào năm 2016 và chuyển giao năm 2018.[58][59] Thêm một vài hệt thống đã được đặt hàng vào năm 2016 và 2017.[60] 5 hệ thống Tor-M2EK tính đến cuối năm 2018[cần dẫn nguồn]
- Trung Quốc – 35[61] 60 9К331 «Tor-M1»  vào năm 2013.[62] Thay thế bởi HQ-17.
- Síp – 6[61]
- Ai Cập – 16 Tor-M1[63][64]+ ít nhất một Tor-M2[65]
- Hy Lạp – 25 hệ thống[17][61]
- Iran – 29[66]
- Maroc[67]
- Myanmar –3 tiểu đoàn Tor-M1 được triển khai để phòng thủ các địa điểm trọng yếu[68]
- CHDCND Triều Tiên [cần dẫn nguồn]
- Perú [69][70]
  -  Nga – 171[71] 116 Tor-M1-2U và M2 được chuyển giao từ năm 2012-2017.[72] 6 tiểu đoàn Tor-M2 bao gồm 12 xe chiến đấu mỗi tiểu đoàn được chuyển giao vào năm 2019.[73] Nhiểu hệ thống Tor-M2 (9K332) và Tor-M2DT (9K331MDT) đang được sản xuất.[74][75]
- Ukraine – 6 xe phóng đã được nhìn thấy trong cuộc diễu hành ngày độc lập năm 2018 .[76]
- Venezuela – 12 vào năm 2012,[77] đặt hàng thêm 26 xe[78][79]
- Syria[80]

### Các quốc gia từng vận hành
- Liên Xô
- Gruzia[81][82]
- Kazakhstan[cần dẫn nguồn]